# Dimensión de Krull

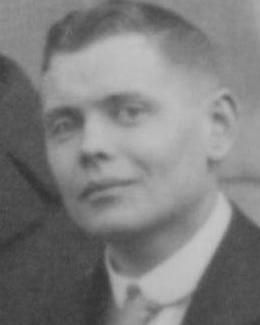
Matemático Wolfgang Krull, 1920 en Gotinga.

En álgebra conmutativa, se llama dimensión de Krull de un anillo R al supremo de las longitudes de las cadenas de ideales primos ordenados por inclusión estricta. La dimensión de Krull puede ser infinita incluso en el caso de anillos noetherianos. 
Un cuerpo tiene dimensión de Krull 0. Un dominio de ideales principales que no sea un cuerpo tiene dimensión 1. Un anillo de polinomios en n indeterminadas k[x1,...,xn] tiene dimensión de Krull n.